# Antar (Rimskij-Korsakov)
Antar, Op.9 è una composizione per orchestra sinfonica di Nikolaj Andreevič Rimskij-Korsakov. L'opera fu scritta tra il 1867 ed il 1868, fu poi revisionata nel 1875 e nel 1897; il compositore inizialmente la chiamò Seconda sinfonia, in seguito ne cambiò la denominazione in suite sinfonica. Fu eseguita per la prima volta il 10 marzo 1869 in un concerto della Società musicale russa.

## Storia della composizione
Nel 1868, Rimskij-Korsakov presentò Antar come la sua seconda sinfonia, e come tale fu pubblicata, dopo aver subito una prima revisione nel 1875. Invece con la seconda revisione del 1897 (pubblicata però solo nel 1913), quella che il compositore considerò definitiva, l'opera venne ridenominata suite sinfonica. L'ultima revisione del 1903, frutto di un poco felice compromesso tra il musicista ed il suo editore, riporta la dicitura di Suite sinfonica (Seconda sinfonia). Aumenta ulteriormente la confusione il fatto che Rimskij-Korsakov considerò sempre la sua sinfonia in do maggiore (composta in verità nel 1874, quando Antar era ancora la seconda sinfonia) come terza, anziché seconda. In effetti il compositore, come spiega nella sua autobiografia, considerava come sua seconda sinfonia una composizione in si minore, iniziata nel 1867, che però non venne mai portata a termine.

## Struttura della composizione
Antar fu ispirata da un racconto arabo di Senkovskij. Antar, nemico di tutta l'umanità, è divenuto eremita in un deserto. Un giorno salva una gazzella da un grande uccello, con il quale ingaggia un combattimento, per poi esausto cadere addormentato: Antar sogna di trovarsi nel palazzo della bella regina Gul-Nazar, che è proprio la gazzella che ha salvato. Come ricompensa, la regina offre ad Antar di provare tre grandi gioie della vita: la vendetta, il potere e l'amore. Antar accetta e ringrazia, poi fa a sua volta una richiesta: di morire allorquando questi piaceri diventassero una noia. Intanto Antar si è innamorato della regina. Dopo qualche tempo, stanco di questa passione, viene preso dalla regina, e baciato con tale intensità da morire.
La leggenda è sviluppata interamente nel primo movimento, mentre i successivi tre descrivono le gioie donate dalla regina. In tutti i movimenti per identificare Antar Rimskij-Korsakov utilizza un leitmotiv, che nell'introduzione del primo movimento è affidato alle viole. All'interno dello stesso movimento, flauti e corni intonano poi il tema della regina.